# Sáng kiến
Sáng kiến (Initiative), theo Từ điển tiếng Việt, là ý kiến mới, có tác dụng làm cho công việc tiến hành tốt hơn; theo Nghị định số 13/2012/NĐ-CP ngày 02 tháng 03 năm 2012 của Chính phủ về việc Ban hành điều lệ sáng kiến, sáng kiến là giải pháp kỹ thuật, giải pháp quản lý, giải pháp tác nghiệp, hoặc giải pháp ứng dụng tiến bộ kỹ thuật có tính mới, được áp dụng hoặc áp dụng thử và có khả năng mang lại lợi ích thiết thực; Theo Luật thi đua khen thưởng "sáng kiến là giải pháp kỹ thuật, giải pháp quản lý, giải pháp tác nghiệp hoặc giải pháp ứng dụng tiến bộ kỹ thuật để tăng năng suất lao động, tăng hiệu quả công tác được cơ sở công nhận" 

## Bài liên quan
- Sáng chế
- Sáng tạo kỹ thuật
- Giải thưởng lao động sáng tạo